# Буланка (приток Юрюзани)
Буланка — река в Челябинской области России, протекает по территории Саткинского и Катав-Ивановского районов. Устье реки находится в 299 км по правому берегу реки Юрюзань. Длина реки составляет 36 км.

## Данные водного реестра
По данным государственного водного реестра России относится к Камскому бассейновому округу, водохозяйственный участок реки — Уфа от Нязепетровского гидроузла до Павловского гидроузла, без реки Ай, речной подбассейн реки — Белая. Речной бассейн реки — Кама.
По данным геоинформационной системы водохозяйственного районирования территории РФ, подготовленной Федеральным агентством водных ресурсов:
- Код водного объекта в государственном водном реестре — 10010201112111100023194
- Код по гидрологической изученности (ГИ) — 111102319
- Код бассейна — 10.01.02.011
- Номер тома по ГИ — 11
- Выпуск по ГИ — 1